# مياكوجيما-كو
مياكوجيما-كو (باليابانية: 都島区) هو حي في اليابان، يقع في أوساكا، بلغ عدد سكانه 106,523  نسمة وذلك حسب إحصائيات سنة 2017، تبلغ مساحته 6.05 كيلومتر مربع.